# Мусин, Амир Шагалеевич
Амир Шагалеевич Мусин (5 июля 1937, Нижнее Сазово, Кугарчинский район, Башкирская АССР, РСФСР, СССР — 27 ноября 2017, Уфа, Башкортостан, Россия) — оператор цеха № 1 топливного производства Уфимского нефтеперерабатывающего завода, Герой Социалистического Труда (1980). Заслуженный нефтяник Башкирской АССР (1977).

## Биография
Амир Шагалеевич Мусин родился 5 июля 1937 года в деревне Нижнее Сазово Кугарчинского района Башкирской АССР.
Образование — среднее специальное, в 1957 году окончил Уфимский нефтяной техникум.
Трудиться начал в 1957 году на Уфимском нефтеперерабатывающем заводе оператором установки первичной переработки нефти. В 1957—1960 годах служил в рядах Советской Армии. С 1960 года работал оператором, а с 1963 года — старшим оператором цеха № 1 топливного производства Уфимского нефтеперерабатывающего завода имени XXII съезда КПСС.
Приобретенный практический опыт позволил А. Ш. Мусину стать инициатором реконструкции установки, способствующей увеличению её мощности на 30 процентов, благодаря чему выпуск валовой продукции возрос на 16 миллионов рублей в год, инициатором увеличения межремонтного пробега установок АВТ до 1 года 5 месяцев, что выше нормативного на 6 месяцев. Только в 1976—1980 годах это позволило сократить простой на 2 месяца и дало общую экономию в сумме 500 тысяч рублей.
Передовой опыт А. Ш. Мусина и его бригады широко распространялся на всех установках завода и производственного объединения.
Коллектив бригады А. Ш. Мусина выполнил пятилетний план (1976—1980) по производительности труда за три года и восемь месяцев, план четырех лет десятой пятилетки досрочно — к 2 декабря 1979 года. Сверх плана переработано 66,8 тысячи тонн нефти, сэкономлено энергоресурсов, реагентов и топлива на 34 тысячи рублей.
Свой богатый опыт А. Ш. Мусин с большим желанием и умением передавал товарищам по работе. За четыре года десятой пятилетки им обучено профессии оператора 14 молодых рабочих.
За выдающиеся заслуги в достижении наивысших показателей в выполнении соцобязательств по сверхплановой выработке нефтехимической продукции Указом Президиума Верховного Совета СССР от 13 июня 1980 года А. Ш. Мусину присвоено звание Героя Социалистического Труда.
С 1984 года до выхода на заслуженный отдых в 1997 году работал начальником, старшим оператором установки Уфимского нефтеперерабатывающего завода.
Заслуженный нефтяник Башкирской АССР (1977).
Мусин Амир Шагалеевич проживал в Уфе. Умер 27 ноября 2017 года на 81-м году жизни.

## Награды
- Герой Социалистического Труда (1980).
- Награждён орденами Ленина (1980), Трудового Красного Знамени (1975), медалями.